# メスナ
メスナ（Mesna）は、有機硫黄化合物の一つである。がん化学療法や造血幹細胞移植の前治療にシクロホスファミドやイホスファミドを使う際のアジュバント（補助薬）として用いられる。商品名はウロミテキサン。mesnaという英語名は、2-mercaptoethane sulfonate Na（ナトリウム）の頭字語である。
WHO必須医薬品モデル・リストに収載されている。

## 効能・効果

### 化学療法補助
メスナは、シクロホスファミド（CPA）またはイホスファミド（IFM）を使用した場合に起こる出血性膀胱炎および血尿を予防する目的で用いられる。CPAやIFMはin vivo でアクロレインを生じ、尿路障害を生ずる。
メスナを投与するとそのチオール基がアクロレインのα,β不飽和カルボニルのβ位に付加してカルボニル基が孤立し、毒性が失われる。この付加反応はマイケル付加として知られている。メスナはまたシステインの尿中排泄を増加させる。

### その他の用途
南アフリカでは、メスナは粘液溶解薬としても用いられる。チオール基を有するため、アセチルシステインと同じ機序で奏効する。

## 用法・用量
日本では注射薬として用いられているが、経口投与する場合もあり得る。化学療法薬を点滴静注する場合は同時に点滴静注し、化学療法薬を経口投与する場合は同時に経口投与する。経口投与の場合は、生物学的利用能が低いために点滴静注の2倍量服用しなければならない。メスナを点滴静注（4〜5日）する場合は入院を要するので、代わりに経口薬が使用できる場合は入院期間を短縮できる。

## 作用機序
メスナはがん化学療法剤投与後に体内で生じる尿路障害性化合物を除去できる。メスナは水溶性抗酸化物質であり、化学療法薬であるシクロホスファミドやイホスファミドと同時期に投与される。イホスファミドやシクロホスファミドが活性化される際に、副産物としてα,β不飽和カルボニル化合物であるアクロレインが生じ、腎臓から排泄されて膀胱を傷害する。メスナは投与後速やかに尿中に排泄されて膀胱に濃縮され、そのチオール基（求核剤）がアクロレインのβ位にマイケル付加して化学的により安定な化合物を作り、アクロレインの膀胱障害活性を消去する。